# 13 april
13 april är den 103:e dagen på året i den gregorianska kalendern (104:e under skottår). Det återstår 262 dagar av året.

## Återkommande bemärkelsedagar

### Helgdagar
- Påskdagen firas i västerländsk kristendom för att högtidlighålla Jesu återuppståndelse efter korsfästelsen, åren 1800, 1873, 1879, 1884, 1941, 1952, 2031, 2036.

## Namnsdagar

### I den svenska almanackan
- Nuvarande – Artur och Douglas
- Föregående i bokstavsordning
  - Aldor – Namnet infördes på dagens datum 1986 men utgick 1993.
  - Artur – Namnet infördes på dagens datum 1901 och har funnits där sedan dess.
  - Atle – Namnet infördes på dagens datum 1986 men utgick 1993.
  - Douglas – Namnet infördes 1986 på 27 september. 1993 flyttades det till dagens datum och har funnits där sedan dess.
  - Justinus – Namnet fanns, till minne av Justinus Martyren en filosof i Palestina, som halshöggs i Rom på 160-talet, på dagens datum före 1901, då det utgick.
- Föregående i kronologisk ordning
  - Före 1901 – Justinus
  - 1901–1985 – Artur
  - 1986–1992 – Artur, Aldor och Atle
  - 1993–2000 – Artur och Douglas
  - Från 2001 – Artur och Douglas
- Källor
  - Brylla, Eva (red.): Namnlängdsboken, Norstedts ordbok, Stockholm, 2000. ISBN 91-7227-204-X
  - af Klintberg, Bengt: Namnen i almanackan, Norstedts ordbok, Stockholm, 2001. ISBN 91-7227-292-9

### Finlandssvenska almanackan
- Nuvarande från 2025[1] – Etel, Edla
- I föregående revideringar[a][2]
  - 1929–2024 – Etel

## Händelser
- 1055 – Sedan påvestolen har stått tom i ett år väljs Gebhard av Dollnstein-Hirschberg till påve och tar namnet Viktor II.
- 1523 – Sedan den dansk-norske kungen Kristian II har blivit avsatt den 20 januari samma år tvingas han denna dag lämna Danmark och går i exil till Nederländerna. Tio år senare gör han ett försök att återta de nordiska tronerna (inklusive den svenska) under det danska inbördeskriget Grevefejden, men blir då tillfångatagen och får tillbringa resten av sitt liv (till 1559) i fängelse.
- 1598 – Den franske kungen Henrik IV utfärdar ediktet i Nantes, som stadgar att katolicismen ska vara Frankrikes statsreligion och förhindrar protestantismens vidare utbredning i landet. De franska protestanterna, som kallas hugenotter, blir dock garanterade trosfrihet, medborgerliga rättigheter och fri religionsutövning. Ediktet gör därmed slut på de franska religionskrigen, som från och till har varat sedan 1562. 1685 upphäver dock den dåvarande kungen Ludvig XIV ediktet, vilket leder till en stor utvandringsvåg av franska protestanter.
- 1714 – Den svenska staden Västerås drabbas av en stor stadsbrand. När staden återuppbyggs får den tyske trädgårdsmästaren Bernhard Johan Bohnsack i uppdrag att anlägga en ny stadsträdgård, vilket han gör på Munkholmen. Där börjar han odla de gurkor, som sedermera blir karaktäristiska för staden och ger den smeknamnet Gurkstaden.
- 1742 – Den tysk-brittiske tonsättaren Georg Friedrich Händels oratorium Messias uruppförs vid en välgörenhetskonsert i den irländska huvudstaden Dublin. Det blir omedelbart en stor framgång och Händel uppför det varje år vid påsk fram till sin död 1759.
- 1812 – En urtima riksdag öppnas i Örebro i Sverige och pågår fram till 18 augusti. De viktigaste händelserna under denna riksdag, som blir den sista som hålls utanför Stockholm, är att man inrättar Sveriges första värnplikt, den så kallade beväringen, och att man under sommaren sluter fred i det krig mot Storbritannien, som har varat sedan 1810.
- 1919 – Brittiska trupper dödar hundratals fredliga demonstranter i den indiska staden Amritsar, då general Reginald Dyer beordrar soldaterna att beskjuta folkmassan, som demonstrerar mot det brittiska styret i Indien. Enligt officiella uppgifter uppgår antalet döda till 379 och sårade till 1 100, men dessa uppgifter har ifrågasatts och antalet döda kan uppgå till så många som 1 526. General Dyer får, på grund av händelsen, sedermera öknamnet Slaktaren i Amritsar.
- 1975 – En grupp ur Kaetabmilisen dödar 27 palestinier genom ett överfall på deras buss i den libanesiska staden Ain El Remmeneh. Detta blir den tändande gnistan till det libanesiska inbördeskrig, som kommer att vara till 1990.
- 1985 – När det nynazistiska Nordiska rikspartiet håller en demonstration på torget i Växjö i Sverige utbryter ett omfattande slagsmål, när de blir ivägkörda av uppretade Växjöbor och tio av nynazisterna tar sin tillflykt till stadens järnvägsstation, där de låser in sig på toaletterna.[3] Pressfotografiet Kvinnan med handväskan tas.
- 1990 – Efter 50 år erkänner Sovjetunionen officiellt den så kallade Katynmassakern, där medlemmar ur den sovjetiska säkerhetstjänsten NKVD på våren 1940 avrättade totalt 21 857 polska medborgare i skogarna vid Katyn utanför Smolensk i västra Ryssland.
- 2008 – 42-årige Per Anders Eklund, som är misstänkt för bortförandet och mordet på flickan Engla Juncosa Höglund vid Stjärnsund i Dalarna i Sverige en vecka tidigare, erkänner sig skyldig till dådet och visar polisen var han har gömt Englas kropp. Till sommaren åtalas Eklund för mordet och för ett annat mord i Falun 2000 samt ett våldtäktsförsök 2006 och till hösten döms han till livstids fängelse.
- 2017 – USA flygbombar Achindistriktet i Nangarharprovinsen i östra Afghanistan med den dittills största icke-nukleära bomben, kallad Massive Ordnance Air Blast (MOAB). Målet är att förstöra ett tunnelkomplex som terrormilisen Islamiska staten använder sig av. Bomben dödar 94 IS-soldater, varav fyra kommendörkaptener.[4]

## Födda
- 1506 – Pierre Favre, fransk jesuit och teolog
- 1519 – Katarina av Medici, Frankrikes drottning 1547–1559 (gift med Henrik II) och förmyndarregent för sin son Karl IX 1560–1562
- 1593 – Thomas Wentworth, engelsk statsman, rådgivare till kung Karl I
- 1732 – Frederick North, brittisk politiker, parlamentsledamot 1754–1790, Storbritanniens finansminister 1767–1782, premiärminister 1770–1782 och inrikesminister 1783
- 1743 – Thomas Jefferson, amerikansk demokratisk-republikansk statsman och ambassadör, USA:s utrikesminister 1789–1793, vicepresident 1797–1801 och president 1801–1809
- 1753 – Frederick Frelinghuysen, amerikansk general och federalistisk politiker, senator för New Jersey 1793–1796
- 1769 – Thomas Lawrence, brittisk porträttmålare
- 1771 – Richard Trevithick, brittisk ingenjör, uppfinnare av världens första ånglok 1804
- 1793 – Rinaldo Rinaldi, italiensk skulptör
- 1808 – Antonio Meucci, italiensk-amerikansk uppfinnare
- 1811 – Paulus Genberg, svensk biskop, ledamot av Svenska Akademien
- 1852 – F.W. Woolworth, amerikansk affärsman
- 1866 – Robert Leroy Parker, amerikansk tåg- och bankrånare med artistnamnet Butch Cassidy, ledare för Wild Bunchgänget
- 1876 – Are Waerland, finlandssvensk författare och hälsoideolog
- 1877 – Arvid Thorberg, svensk politiker och fackföreningsman, LO:s ordförande 1920-1930
- 1879 – Redfield Proctor Jr., amerikansk republikansk politiker, guvernör i Vermont 1923–1925
- 1882 – Bertil Brusewitz, svensk skådespelare
- 1884 – Anders Österling, svensk poet och översättare, ledamot av Svenska Akademien 1919–1981
- 1885 – Georg Lukács, ungersk kommunistisk politiker, filosof, författare och litteraturkritiker
- 1890
  - Eric Abrahamsson, svensk skådespelare, mest känd i rollen som Pessimisten i radioserien Optimisten och Pessimisten
  - Frank Murphy, amerikansk demokratisk politiker och jurist, guvernör i Michigan 1937–1939, USA:s justitieminister 1939–1940
- 1892 – Arthur Travers Harris, brittisk fältmarskalk och flygmarskalk
- 1896 – Sigrun Otto, norsk skådespelare
- 1901 – Sven Rüno, svensk kompositör, textförfattare, pianist och kapellmästare
- 1905 – Harry Apelqvist, svensk verkmästare och socialdemokratisk politiker
- 1906 – Samuel Beckett, irländsk-fransk författare och dramatiker, mottagare av Nobelpriset i litteratur 1969
- 1907 – Harold Stassen, amerikansk militär och republikansk politiker, guvernör i Minnesota 1939–1943
- 1908
  - Yngve Nordwall, svensk skådespelare och regissör
  - Hanser Lina Göransson, svensk operasångerska
- 1916 – Karin Lannby, svensk skådespelare, journalist och översättare
- 1919 – Howard Keel, amerikansk skådespelare och musikalartist
- 1923 – Barbro Nordin, svensk skådespelare
- 1924 – Stanley Donen, amerikansk filmregissör
- 1931
  - Beverley Cross, brittisk pjäs- och manusförfattare
  - Dan Gurney, amerikansk racerförare
- 1932 – Orlando Letelier, chilensk politiker och diplomat
- 1933 – Ben Nighthorse Campbell, amerikansk politiker, senator för Colorado 1993–2005
- 1934 – Karl-Erik Bender, svensk affärsman och entreprenör, grundare av byggkonstruktionsföretaget Benders samt av Stall & Stuteri Palema
- 1937 – Edward Fox, brittisk skådespelare
- 1939
  - Seamus Heaney, irländsk författare, mottagare av Nobelpriset i litteratur 1995
  - Paul Sorvino, amerikansk skådespelare
- 1940 – Jean-Marie Gustave Le Clézio, fransk-mauritisk författare, mottagare av Nobelpriset i litteratur 2008
- 1941 – Michael S. Brown, amerikansk genetiker, mottagare av Nobelpriset i fysiologi eller medicin 1985
- 1942 – Bill Conti, amerikansk filmmusikkompositör
- 1944 – Jack Casady, amerikansk musiker, basist i gruppen Jefferson Airplane
- 1946 – Al Green, amerikansk gospel- och soulsångare
- 1949
  - Frank Doran, brittisk labourpolitiker, parlamentsledamot 1987–1992 och 1997–2017
  - Maria Hedborg, svensk skådespelare
  - Cia Löwgren, svensk skådespelare
- 1950 – Ron Perlman, amerikansk skådespelare
- 1951
  - Peabo Bryson, amerikansk sångare
  - Joachim Streich, östtysk fotbollsspelare
- 1952 – Jim Costa, amerikansk demokratisk politiker, kongressledamot 2005–
- 1953 – Stephen Byers, brittisk labourpolitiker, parlamentsledamot 1992–2010, Storbritanniens biträdande finansminister 1998, handels- och industriminister 1998–2001 samt transport- och regionminister 2001–2002
- 1954 – Lars Åby Hermansen, svensk scenchef, scenbyggare och skådespelare
- 1956 – Kent Johansson, svensk ishockeyspelare och -tränare
- 1960 – Rudi Völler, västtysk fotbollsspelare, förbundskapten för Tysklands herrlandslag i fotboll 2000–2004
- 1961 – Robert Fischer, amerikansk mördare
- 1962
  - Hillel Slovak, israelisk-amerikansk gitarrist, medlem i gruppen Red Hot Chili Peppers från 1983
  - Jonas Bjerkén, svensk operasångare och musikalartist
- 1963 – Garri Kasparov, armenisk-rysk schackspelare
- 1964 – Davis Love III, amerikansk golfspelare
- 1969 – Christine Skou, dansk skådespelare och sångare
- 1974
  - Sergej Gontjar, rysk ishockeyspelare
  - Johan Linander, svensk centerpartistisk politiker, riksdagsledamot 2002–2014
  - Ruben Östlund, svensk filmregissör
- 1976
  - Robert Biedroń, polsk politiker
  - Jonathan Brandis, amerikansk skådespelare
  - Patrik Eliáš, tjeckisk ishockeyspelare
- 1978 – Carles Puyol, spansk fotbollsspelare
- 2000 – Rasmus Dahlin, svensk ishockeyspelare
- 2001 – Neco Williams, walesisk fotbollsspelare

## Avlidna
- 862 – Donald I, 50, kung av Skottland sedan 858
- 1597 – Clas Eriksson Fleming, omkring 67, svensk friherre och riksråd, Sveriges riksamiral 1571–1595 och riksmarsk sedan 1590
- 1605 – Boris Godunov, omkring 53 eller 54, tsar av Ryssland sedan 1598
- 1695 – Jean de La Fontaine, 73, fransk författare
- 1804 – Frederick Frelinghuysen, 51, amerikansk general och federalistisk politiker, senator för New Jersey 1793–1796
- 1826 – Carl Birger Rutström, 67, svensk numismatiker och riksantikvarie, ledamot av Svenska Akademien sedan 1812
- 1853 – James Iredell Jr., 64, amerikansk politiker, guvernör i North Carolina 1827–1828, senator för samma delstat 1828–1831
- 1886 – Anna Louisa Geertruida Bosboom-Toussaint, 73, nederländsk författare
- 1909 – Henrik Tore Cedergren, 55, svensk telefontekniker, grundare av telefonföretaget Stockholms Allmänna Telefon AB
- 1929 – Joseph W. Bailey, 66, amerikansk demokratisk politiker, senator för Texas 1901–1913
- 1930 – Agnes Branting, 68, svensk textilkonstnär och författare
- 1934 – Richard P. Ernst, 76, amerikansk republikansk politiker, senator för Kentucky 1921–1927
- 1941 – Märta Måås-Fjetterström, 67, svensk textilkonstnär
- 1956 – Emil Nolde, 88, tysk målare inom expressionismen
- 1966
  - Carlo Carrà, 85, italiensk målare inom futurismen
  - Georges Duhamel, 81, fransk författare
- 1993 – Sten Ardenstam, 72, svensk skådespelare
- 1996 – James Burke, 64, irländsk-amerikansk gangster, känd som Jimmy the Gent eller The Irish Guinea
- 2001 – Jimmy Logan, 73, brittisk skådespelare
- 2008 – John Wheeler, 96, amerikansk fysiker
- 2009 – Björn Borg, 89, svensk simmare, bragdmedaljör
- 2012
  - Inge Bråten, 63, norsk längdskidåkningstränare
  - Erland Cullberg, 81, svensk konstnär
- 2013
  - Hilmar Myhra, 97, norsk backhoppare
  - Chi Cheng, 42, amerikansk basist i gruppen Deftones
- 2014 – Ernesto Laclau, 78, argentinsk postmarxistisk politisk teoretiker och statsvetare
- 2015
  - Bruce Alger, 96, amerikansk republikansk politiker
  - Günter Grass, 87, tysk författare och konstnär, mottagare av Nobelpriset i litteratur 1999
  - Eduardo Galeano, 74, uruguayansk författare
- 2018 – Miloš Forman, 86, tjeckisk-amerikansk filmregissör
- 2019 – Paul Greengard, 93, amerikansk biolog, mottagare av Nobelpriset i fysiologi eller medicin 2000
- 2023 – Mary Quant, 93, brittisk modeskapare
- 2025 – Mario Vargas Llosa, 89, peruansk författare, mottagare av Nobelpriset i litteratur 2010